# Majdan Ghazal
Majdan Ghazal – wieś w Syrii, w muhafazie Hama. W 2004 roku liczyła 631 mieszkańców.